# František Skorina
František Skorina, nebo Francisko Skoryna; také Doktor ʄʄrantiʃʃek Ruʃs skorýn ʃ polocʒko, nebo Francyšak Skaryna, bělorusky Францішак Скарына, rusky Франциск Лукич Скорина; (1470 Polock, Litevské velkoknížectví –  okolo 1551, Praha; uvádějí se rovněž roky: 1485–1540) byl běloruský humanista, lékař a roku 1517 první překladatel a vydavatel bible v církevně slovanském jazyce, který také  kodifikoval staroběloruštinu.

## Život a působení

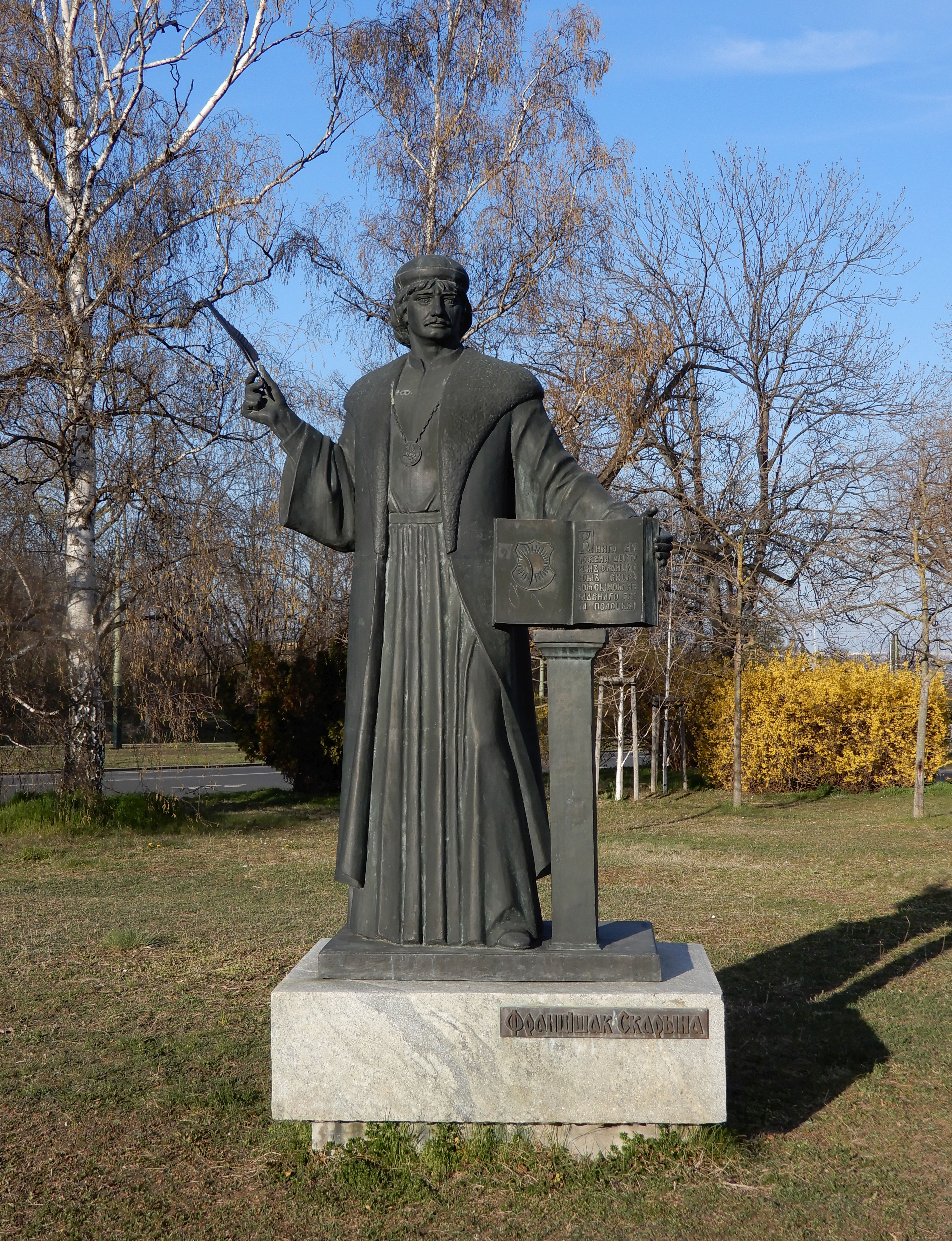
Pomník v Praze na Hradčanech

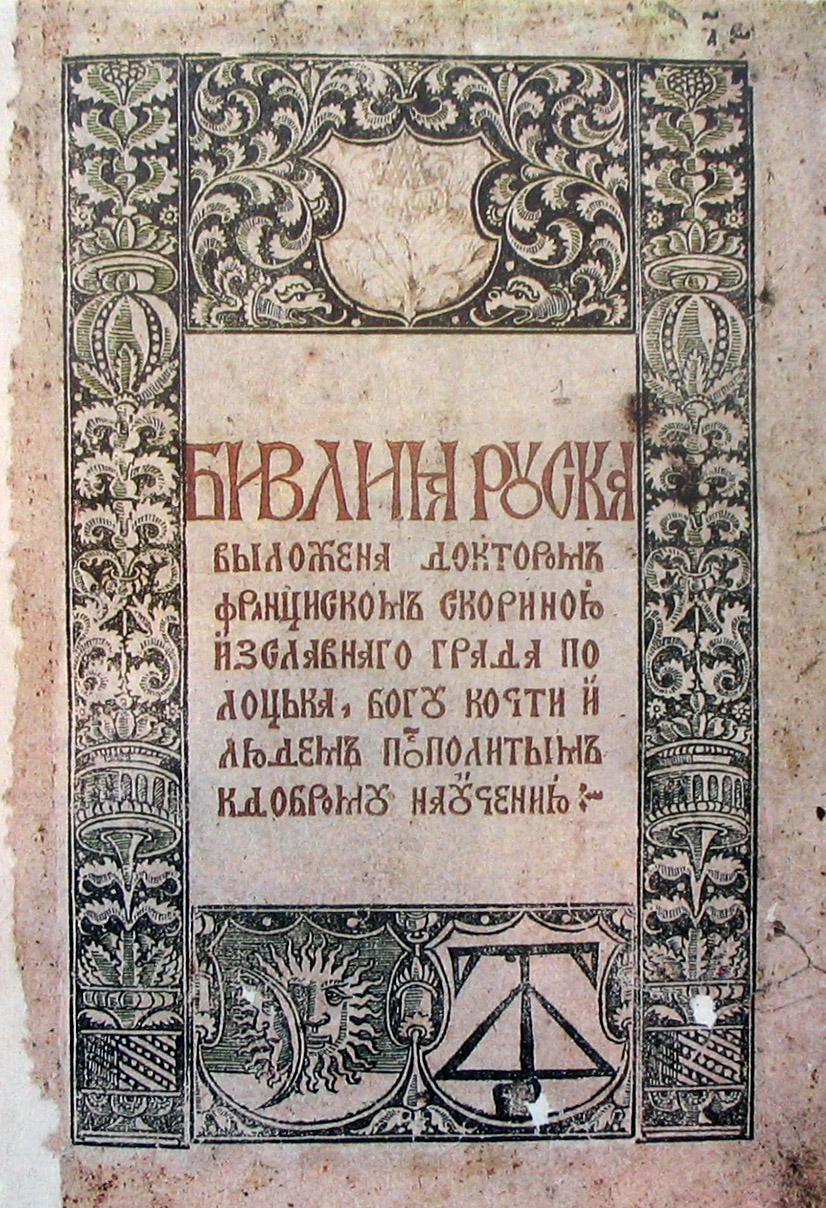
Titulní list Skorinovy Bible

Skorina pocházel z obchodnické rodiny v tehdy litevském Polocku, roku 1504 získal na Jagellonské univerzitě v Krakově titul bakaláře a roku 1512 titul doktora medicíny na univerzitě v Padově. Roku 1517 začal v Praze vydávat vlastní překlady bible do staroběloruštiny, lidového jazyka svého rodiště. Překlady doprovázel vlastními komentáři. Jako jeden z prvních tiskl v cyrilské abecedě. Po Žaltáři vydal do roku 1521 dalších 20 biblických knih s vlastními úvody a poznámkami a vlastní cestopis. Roku 1522 odešel do Vilniusu (Litva), kde zřídil první tiskárnu na tomto území a vytiskl Apostol. Tiskárnu však musel brzy zavřít a vrátil se do Prahy, kde působil v letech 1535–1539 jako královský zahradník Ferdinanda I. na Pražském hradě. Své knihy vyvážel patrně přes Vratislav do své vlasti, kde byly často konfiskovány a zachovaly se jen v několika exemplářích.

## Odkaz
Skorinovy biblické překlady i tisky významně ovlivnily i další ruské tisky 16. století. František Skorina patří mezi zakladatele běloruské kultury.

### Památky
- V letech 1990–2005 byla po něm pojmenována jedna z hlavních ulic v Minsku, než ji prezident Lukašenko nechal přejmenovat na Prospekt nezávislosti.
- Jeho jméno nese řada běloruských spolků.
- Pomníky: v Minsku, v Praze na Hradčanech v Jelení ulici bronzový pomník od Eduarda Astafjeva.

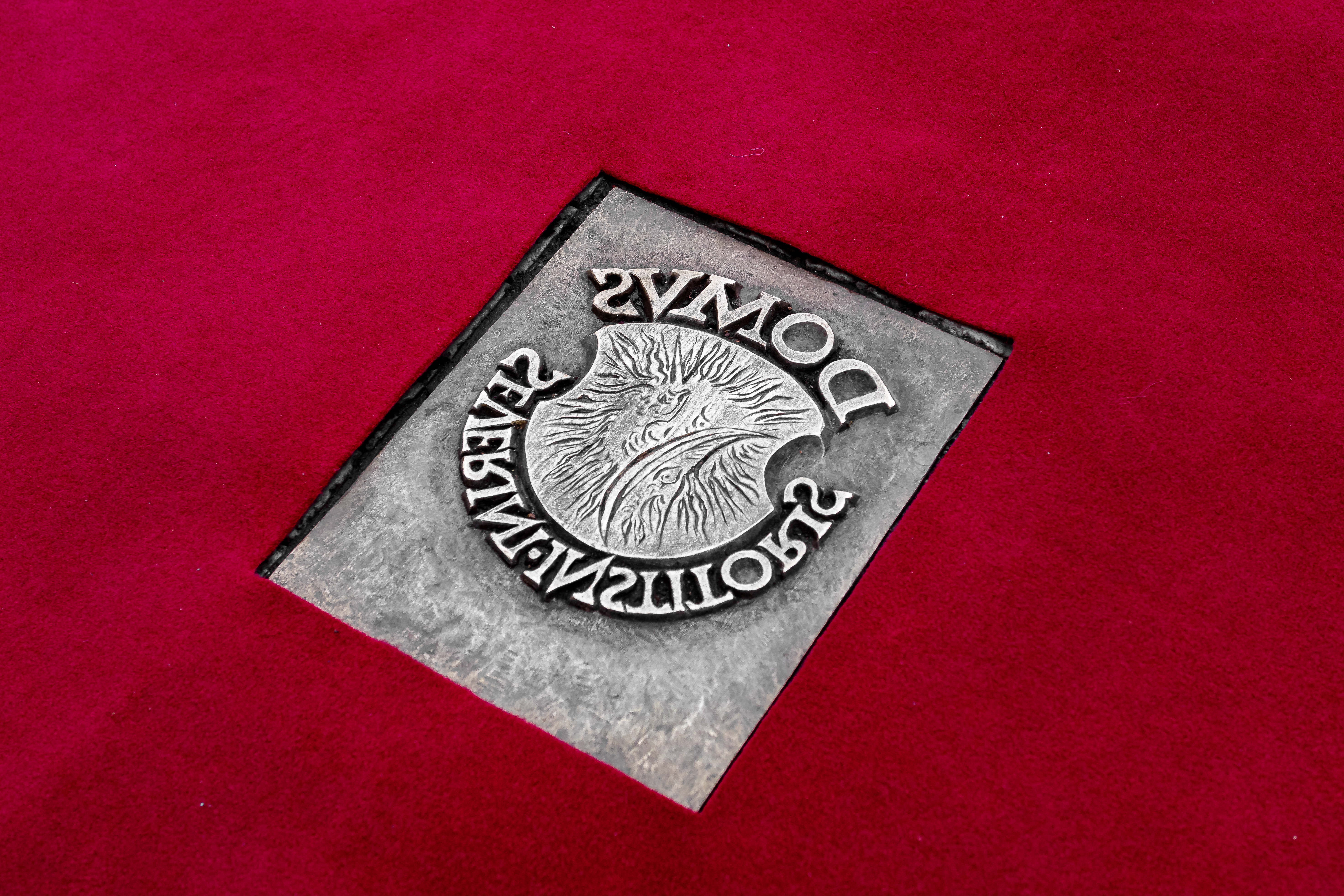
Pamětní deska Františka Skoriny na Staroměstském náměstí v Praze během jejího slavnostního odhalení.

- Pamětní desky v Praze: 
  - na budově Klementina.
  - na Staroměstském náměstí.